# スイッチを押すとき
『スイッチを押すとき』（スイッチをおすとき）は、2005年8月15日に文芸社より刊行された山田悠介の小説。
5日後に第2刷が発行されるという刊行当初から驚異的な売れ行きとなり、舞台化・ドラマ化・映画化された。

## ストーリー
青少年自殺抑制プロジェクトセンターで、監視員として勤務する南洋平。ここでは、4人の少年少女に自らの命を絶つ【赤いスイッチ】を持たせ、実験をしていた。極限状態で監禁され、孤独に耐えられず次々と命を絶つはずが、この4人は“7年間もスイッチを押さない”という異例の子供だったのだ。彼らが「生きたい」と願うその理由を聞き、南たちは脱出を図るが、そこには非情な運命が待ち受けていた。

## 登場人物
- 南洋平(みなみようへい)

27歳。2年前から施設の監視員として働いてる。痩せ形で薄い眉にかかる髪の毛と二重の目、小さめの鼻と口が特徴。
国のプロジェクトに強い反感を抱いているが監視員を務めていることに憤りを感じている。
- 高宮真沙美(たかみやまさみ)

17歳。施設に収容されている女の子。髪型はおかっぱで大きな瞳が特徴的。常に明るく振る舞っている。
5歳の時に母親に捨てられる。
- 新庄亮太(しんじょうりょうた)

17歳。癖のある髪型で鋭い目つき。洋平や真沙美に対してきつい態度をとる。
普段は機嫌が悪いが、本当は優しい心を持っている。
- 小暮君明(こぐれきみあき)

17歳。大人しい性格で、脚が不自由なため車椅子に座っている。
絵を描くのが上手で施設に収容されてからも絵を描き続けている。
- 池田了(いけだりょう)

17歳。背が高く、つりあがった目が特徴。
施設に収容される前に親友だったの矢田遥という少女に好意を抱いている。

## 書籍情報
ハードカバー
- 文芸社刊、2005年8月1日発売、ISBN 978-4-286-00000-8

文庫本
- 角川グループパブリッシング〈角川文庫〉、2008年10月25日発売、ISBN 978-4-043-79206-1
- 河出書房新社〈河出文庫〉、2016年2月8日発売、ISBN 978-4-309-41434-8（タイトルは「スイッチを押すとき 他一篇」。短篇「魔子」併録）

## 舞台
2006年7月11日 - 19日に『スイッチを押すとき〜君達はなぜ生きているんだ?〜』のタイトルで青山円形劇場にて公演された。また、同年12月1日にはDVDが発売された。2007年10月26日 - 11月4日には新国立劇場にて再演公演が行われ、翌年4月にDVDが発売。

### 出演
| 役名       | 初演（2006年）        | 再演（2007年） |
| ---------- | --------------------- | -------------- |
| 南洋平     | 永山たかし            | 永山たかし     |
| 高宮真沙美 | 肘井美佳              | 肘井美佳       |
| 池田了     | 菅原卓磨              | -              |
| 池田尋     | -                     | 吉田友一       |
| 小暮君明   | 相葉弘樹              | 柳下大         |
|            |                       |                |
| 田原大輔   | -                     | 桐山漣         |
| 新庄亮太   | MITSU                 | MITSU          |
| 佃         | 田上ひろし（劇団SET） | 黒田アーサー   |

### 脚本・演出
- 岡本貴也

## テレビドラマ
2006年7月20日から、毎週木曜日の深夜（実質、金曜日未明）に毎日放送で全10回放送された。また放送翌日にはGyaOにて配信された。

### キャスト
- 南洋平：成宮寛貴
- 高宮真沙美：木南晴夏
- 新庄亮太：川本貴則
- 小暮君明：若葉竜也
- 池田了：原田琢磨
- 前田耕陽
- 近藤芳正

### スタッフ
- 監督：白川士
- 脚本：杉山嘉一
- プロデューサー：霜田一寿
- 協力プロデューサー：登坂和磨（MBS）
- 協力：フォーチュン、テレビ朝日クリエイト、ザ・チューブ
- 企画：GyaO、THE WORKS
- 製作：THE WORKS

## 映画
山田悠介の同名小説を映画化したサスペンスミステリー映画。監督は『RISE UP』に次ぐ商業映画2作目となる中島良。主演は小出恵介と水沢エレナ。映画宣伝隊長として元国会議員の杉村太蔵が起用された。極限状態を出すためにクランクイン前から被験者役の役者と綿密なリハーサルを行い、ロケセットは鎌倉にある廃墟施設を使用した。

### キャスト
- 南洋平（看守） - 小出恵介
- 高宮真沙美（被験者 NO.19Y0067） - 水沢エレナ
- 甲坂直斗（被験者 NO.19Y0073） - 佐野和真
- 池田尋（被験者 NO.19Y0003） - 與真司郎（AAA）
- 小暮君明（被験者 NO.19Y0024） - 阪本奨悟
- 新庄亮太（被験者 NO.19Y0035） - 太賀
- 田原愛子（被験者 NO.19Y0068） - 菅野莉央
- 坂本佳人（YSC横須賀 看守） - 福士誠治
- 小暮葉子 - 鈴木砂羽
- コンビニ店長 - 小倉久寛
- コンビニ店員 - 白鳥久美子（たんぽぽ）
- 丸山孝治（自殺対策推進室長） - 田中哲司
- YSC横須賀 佃所長 - 西村雅彦

### スタッフ
- 監督 - 中島良
- 脚本 - 岡本貴也
- 音楽 - 近藤由紀夫、小西香葉（MOKA☆）
- 企画・プロデュース - 木村元子、米田理恵
- エグゼクティブプロデューサー - 柳原秀哉、雨宮俊武、伊藤伸
- プロデューサー - 中西研二
- 撮影 - 猪本雅三
- 照明 - 松隈信一
- 美術 - 木村文洋
- 録音 - 郡弘道
- 編集 - 中島良、長瀬拓
- 装飾 - 野宮昌志
- 衣装 - 冨樫理英
- ヘアメイク - 須田理恵
- 記録 - 増田千尋
- 音響 - 田中俊
- VFXスーパーバイザー - 戸田泰雄
- 助監督 - 小野寺昭洋
- 制作担当 - 井上淳
- 制作協力 - イメージフィールド
- 制作プロダクション - DHE
- 宣伝 - リベロ
- 配給 - フェイス・トゥ・フェイス、リベロ
- 製作 - 「スイッチを押すとき」製作委員会（DHE、KDDI、文芸社、Velvet Groove）

### 主題歌
- NICO Touches the Walls「Endless roll」

### ソフト化
発売・販売元はアミューズソフトエンタテインメント。
- スイッチを押すとき（DVD1枚組、2012年5月25日発売）
  - 映像特典
    - メイキング
    - メイキング特別編
    - 舞台挨拶
    - 未公開シーン
    - アナザーラスト
    - 劇場予告編